# Grande Roise
La Grande Roise (pron. fr. AFI: [ɡʁɑ̃d ʁwaz] - 3.357 m s.l.m.  - detta anche Grande Roëse o Testa Plana) è una montagna della Catena Emilius-Tersiva nelle Alpi Graie. Si trova in Valle d'Aosta.

## Toponimo
Deriva dal patois valdostano roése (o rouja nella variante della bassa valle), all'origine anche del toponimo del monte Rosa, che indica un ghiacciaio (cf. basso latino rosia). Il toponimo Testa Plana, utilizzato localmente, deriva invece dal fatto che il lungo tratto di cresta che costituisce la sommità della montagna ha un andamento pressoché orizzontale.

## Caratteristiche
La montagna costituisce la massima elevazione del displuvio tra il vallone di Saint-Marcel ed il vallone delle Laures.

## Accesso alla vetta
La via normale di salita alla Grande Roise è di tipo alpinistico e percorre la cresta sud..